# Rio Grande do Piauí
Rio Grande do Piauí este un oraș în Piauí (PI), Brazilia.